# Ісфара (річка)
Ісфара — річка у Середній Азії, тече територіями Киргизстану, Таджикистану та Узбекистану.

## Розташування
У верхній течії називається Аксу, в середній — Каравшин, тече територіями Киргизстану, Таджикистану та Узбекистану, її довжина складає 130 кілометрів, площа басейну — 3240 км кв.
Витоки знаходяться на льодовиках Туркестанського хребта на висоті 4500-5000 метрів, далі виходить на Ферганську долину. У гирлі з'єднується з великим Ферганським каналом.

## Гідрологія
Живлення річки льодовиково-снігове, за липень-вересень проходить 60 % річного стоку. Середня річна витрата складає 457,3 млн м³, а водозбірна площа — 1560 км².

## Демографія
На річці розташовано місто Ісфара (Таджикистан). Загалом в басейні Ісфари живе близько 185 тисяч людей.

## Використання
Води Ісфари повністю розбираються для зрошення через що вона не доходить до Сирдар'ї. Частина басейну річки розташована нижче с. Ворух, міждержавний вододіл проходить на основі гідропоста Тангі Порух, Нижче гідропоста воду забирає Ісфаринський район Таджикистану, далі водозабір здійснює Киргизстан, зокрема для заповнення Тортгульського водосховища. З Равтського гідровузла вода розподіляється між Канібадамським районом Республіки Таджикистан та користувачами Узбекистану.
Розвиток сільського господарства та привабливість життєвих умов у зоні річки Ісфара сприяють тому, що район перетворився на один найгустонаселеніших у Согдійській області який має високі темпи розвитку.

## Конфлікти
У 2014 році Таджикистан виступив проти будівництва на території Киргизстану об'їзної дороги Кок-Таш — Ак-сай. Хоча сама територія де будується дорога належить Киргизстану, однак проблемою є течія річки Ісфара вздовж якої будується траса. 80% води використовується таджиками, решта — киргизами. Оскільки за останній час площа посівів з боку Киргизстані зросла у Таджикистані бояться, що це призведе до того, що Киргизстан почне більше споживати води і її не вистачить для потреб Таджикистану.